# デュマル
デュマル（英語: SS Dumaru）は、アメリカ合衆国のハフ形式の木造蒸気貨物船。オレゴン州ポートランドを母港とし、所有者はアメリカ合衆国船舶委員会商船隊社であった。1918年4月17日に進水した。処女航海中の1918年10月16日、グアム沿岸で落雷に遭い、積載していた弾薬に引火、爆発し沈没した。
落雷事故を受けて、デュマルの沈没よりも前に乗員全員が2艘の救命艇と1艘の救命筏に避難した。この内、救命筏に避難した5人の乗員は9日後にデュマルの沈没地点の近くで救助された。この中にはデュマルの船長、オーレ・ベレンセン (Ole Berrensen)も含まれていた。残る2艘の救命艇の内、1艘では20名分ある座席の内、僅か9席しか埋まっておらず、もう1艘においては逆に20名分の座席にも拘らず32名もの人員が乗っている状況で約3週間もの間、太平洋をフィリピン諸島方向へと漂流し続けた。
この漂流の中で、後者の32名が乗船した救命艇においては、新鮮な水が早いうちに底を突き、応急的な海水淡水化装置の作成に注力する必要に迫られた。
そして追い詰められた乗員たちは、漂流中の風雨や苛酷な環境の中で死亡した乗員の体を食する食人行為に至った。